# Ysé
Ysé est un prénom mixte d'origine grec. On retrouve les premières traces de ce prénom au Ve siècle av. J.-C. avec Isée (en grec ancien Ἰσαῖος / Isaĩos), il est l'un des dix orateurs attiques. Il peut être rapproché du prénom Yseult, francisation du prénom germanique Isolde. Il pourrait également trouver son origine dans les prénoms d'origine hébraïque Isaïe et θεά signifiant « déesse ». Ysé est l'un des personnages de la pièce Partage de midi (1906) de Paul Claudel.
Les catholiques fêtent les Ysé, le 22 février, jour de la Sainte Isabelle.
On retrouve différentes variantes du prénom : Isée, Ysée, Isé, Izéa...

## Ysé, le personnage du Partage de midi
Ce prénom semble apparaître sous la plume de Paul Claudel dans la pièce de théâtre intitulée Partage de midi (1906). Outre la référence à Yseult, le dramaturge pourrait avoir été inspiré par le nom du sanctuaire shintoïste d'Ise (prononcé issé, ou [ise] en API)  au Japon. En effet, dans une œuvre plus tardive, L'Oiseau noir dans le soleil levant (1929), Claudel évoque « la sylve sacrée d'Ysé » (avec cette graphie). Certains commentateurs soulignent aussi que ce prénom évoque le préfixe iso- qui signifie "égal" et renvoie donc à un thème central du Partage de midi que l'on retrouve jusque dans le titre : midi étant l'heure qui partage la journée en deux moitiés égales.

## Sources
- L'Officiel des prénoms, Éditions First, 2009  (ISBN 978-2754009393)
- Isée, Discours, Éditions BELLES LETTRES, 1960  (ISBN 978-2-251-00170-8)